# Vandeins
Vandeins és un municipi francès situat al departament de l'Ain i a la regió d'Alvèrnia-Roine-Alps. L'any 2007 tenia 590 habitants.

## Demografia

### Població
El 2007 la població de fet de Vandeins era de 590 persones. Hi havia 214 famílies de les quals 28 eren unipersonals (12 homes vivint sols i 16 dones vivint soles), 83 parelles sense fills, 87 parelles amb fills i 16 famílies monoparentals amb fills.
La població ha evolucionat segons el següent gràfic:
Habitants censats

### Habitatges
El 2007 hi havia 234 habitatges, 214 eren l'habitatge principal de la família, 6 eren segones residències i 14 estaven desocupats. 214 eren cases i 20 eren apartaments. Dels 214 habitatges principals, 177 estaven ocupats pels seus propietaris i 37 estaven llogats i ocupats pels llogaters; 2 tenien dues cambres, 27 en tenien tres, 51 en tenien quatre i 135 en tenien cinc o més. 187 habitatges disposaven pel capbaix d'una plaça de pàrquing. A 61 habitatges hi havia un automòbil i a 147 n'hi havia dos o més.

### Piràmide de població
La piràmide de població per edats i sexe el 2009 era:
| Homes | Edats   | Dones |
| ----- | ------- | ----- |
| 0     | 95 o +  | 0     |
| 4     | 90 a 94 | 4     |
| 0     | 85 a 89 | 0     |
| 0     | 80 a 84 | 0     |
| 8     | 75 a 79 | 0     |
| 16    | 70 a 74 | 16    |
| 4     | 65 a 69 | 4     |
| 8     | 60 a 64 | 8     |
| 12    | 55 a 59 | 24    |
| 12    | 50 a 54 | 8     |
| 20    | 45 a 49 | 4     |
| 20    | 40 a 44 | 20    |
| 20    | 35 a 39 | 24    |
| 28    | 30 a 34 | 16    |
| 28    | 25 a 29 | 32    |
| 12    | 20 a 24 | 0     |
| 12    | 15 a 19 | 32    |
| 16    | 10 a 14 | 28    |
| 12    | 5 a 9   | 8     |
| 16    | 0 a 4   | 20    |

## Economia
El 2007 la població en edat de treballar era de 393 persones, 307 eren actives i 86 eren inactives. De les 307 persones actives 296 estaven ocupades (156 homes i 140 dones) i 11 estaven aturades (3 homes i 8 dones). De les 86 persones inactives 43 estaven jubilades, 30 estaven estudiant i 13 estaven classificades com a «altres inactius».

### Ingressos
El 2009 a Vandeins hi havia 213 unitats fiscals que integraven 587,5 persones, la mediana anual d'ingressos fiscals per persona era de 18.624 €.

### Activitats econòmiques
Dels 12 establiments que hi havia el 2007, 1 era d'una empresa de fabricació d'altres productes industrials, 2 d'empreses de construcció, 4 d'empreses de comerç i reparació d'automòbils, 1 d'una empresa de transport, 1 d'una empresa d'hostatgeria i restauració, 1 d'una empresa financera i 2 d'empreses de serveis.
Dels 4 establiments de servei als particulars que hi havia el 2009, 2 eren tallers de reparació d'automòbils i de material agrícola, 1 guixaire pintor i 1 restaurant.
L'any 2000 a Vandeins hi havia 21 explotacions agrícoles que ocupaven un total de 880 hectàrees.

## Equipaments sanitaris i escolars
El 2009 hi havia una escola elemental integrada dins d'un grup escolar amb les comunes properes formant una escola dispersa.

## Poblacions més properes
El següent diagrama mostra les poblacions més properes.